# Segundo Consistório Ordinário Público de 1830

## Cardeais
| Nº                 | País               | Nome                                   | Idade              | Cargo                 | Título ou Diaconia                                        |
| Cardeais eleitores | Cardeais eleitores | Cardeais eleitores                     | Cardeais eleitores | Cardeais eleitores    | Cardeais eleitores                                        |
| ------------------ | ------------------ | -------------------------------------- | ------------------ | --------------------- | --------------------------------------------------------- |
| 1                  | França             | Louis François-Auguste de Rohan Chabot | 42                 | Arcebispo de Besançon | Cardeal-presbítero de Santíssima Trindade no Monte Pincio |

## Ligações Externas
- «Catholic Hierarchy» (em inglês)